# كاميرون ارتشر
كاميرون ارتشر (بالإنجليزية: Cameron Archer) هو لاعب كرة قدم بريطاني في مركز الهجوم، ولد في 21 يوليو 2001 في والسول في المملكة المتحدة. لعب مع أستون فيلا.